# Roberto Fresnedoso
Roberto Luis Fresnedoso Prieto (15 de janeiro de 1973) é um ex-futebolista profissional espanhol que atuava como meia.

## Carreira
Roberto Fresnedoso representou a Seleção Espanhola de Futebol, nas Olimpíadas de 1996. 